# Hans Ellekilde
Hans Ellekilde, född 1891, död 1966, var en dansk folkminnesforskare.
Ellekilde var lärjunge till Axel Olrik. Förutom en del uppsatser om folkminnesinsamling, sägner och sagor som Vore danske Folkeeventyr genfortalte (1928) har Ellekilde utgett flera av Olriks manuskript som Folkelige Afhandlinger (1919), Grundsætninger for Sagnforskning (1921) och var medförfattare till Nordens Gudeverden (1926-), vars av Olrik efterlämnade manuskript var så ofullständigt, att Ellekilde snarast bör uppfattas som arbetes egentlige författare. Ellekilde var även medarbetare i samlingsverket Nordisk kultur (1931-).
Invald som arbetande ledamot (utländsk) i Kungl. Gustav Adolfs akademien för svensk folkkultur år 1933.